# Коянкоз
Коянкоз (каз. Қоянкөз) — село в Кербулакском районе Жетысуской области Казахстана. Входит в состав Шанханайского сельского округа. Код КАТО — 194663200.
От Коянкоза до верховьев реки Каракаска через перевал Жузасу проложена автомобильная дорога.

## Население
В 1999 году население села составляло 1446 человек (711 мужчин и 735 женщин). По данным переписи 2009 года, в селе проживало 1239 человек (604 мужчины и 635 женщин).